# District de Fangcheng
Pour les articles homonymes, voir Fangcheng.
Le district de Fangcheng (防城区 ; pinyin : Fángchéng Qū) est une subdivision administrative de la région autonome du Guangxi en Chine. Il est placé sous la juridiction de la ville-préfecture de Fangchenggang.

## Démographie
La population du district était de 362 900 habitants en 2010.